# Susie Revels Cayton
Susie Revels Cayton (1870 a Mississipi – 1943) fou una escriptora, editora, activista, i dirigent de la comunitat negra de Seattle a principis del segle xx.

## Vida
Susie Sumner Revels va néixer a Mississipi el1870, aquest mateix any el seu pare, Hiram Revels, es va convertir en el primer senador negre de la història dels Estats Units.
Revels es va graduar amb honors al Rust College, on fou professora durant tres anys abans de tornar a estudiar un grau d'infermeria.

### Carrera com a escriptora, periodista, i editora
Revels va conèixer el seu marit futur, Horace Cayton a Mississipi i després d'un període en el que tot i que van viure separats, mantenien correspondència, ella va anar a viure amb ella a Seattle, on es van casar el 1896. Revels havia començat a escríure pel diari The Seattle Republican quan encara vivia a Mississipi i va esdevenir la seva editora associada el 1900. Va treballar en aquest diari fins al 1913.
El 1916 Revels i el seu marit van començar a publicar el periòdic Cayton's Weekly, que estava dirigit a la comunitat negra. Des d'aquest mitjà van promoure les contribucions importants dels negres i van explicar les atrocitats que aquests patien. Aquest diari només fou publicat fins al 1920, quan fou reemplaçat per Cayton's Monthly, que només va tenir dos números.
A part dels seus escrits periodístics, Revels va escriure històries curtes que van aparéixer en periòdics com The Seattle Republican, Cayton's Weekly i el Seattle Post-Intelligencer.

### Últims anys
El 1919 Susie Revels es va veure forçada a cercar treball com a serventa domèstica degut a que la seva família passava penúries econòmiques.
Als seixanta anys va esdevenir políticament activa i es va adherir al Partit Comunista, on fou introduïda pel seu fill i considerada com una de les més preeminents afroamericanes de l'estat. Es va unir al Partit Comunista com a reacció a l'era de la depressió de Seattle, ja que creia que només un canvi polític radical podia adreçar les desigualtats econòmiques.
Fou amiga d'activistes com Paul Robeson i Langston Hughes i Richard Wright l'admirava. Langston Hughes li va dedicar un poema, Dear Mr. President.
El 1942 va anar a viure a Chicago dos anys després de la mort del seu marit, per viure més a prop dels seus fills. Va continuar apostant pel comunisme i la política progressista per promoure la igualtat fins que va morir el 1943.

## Activisme benèfic
Revels fou membre fundadora i dirigent d'un grup de caritat anomenat Dorcas Club.
Fou secretària del Consell d'Aturats Skid Row.
Fou vicepresidenta del Consell de Treballadors Negres.

## Fills
Susie Revels Cayton va tenir quatre fills amb Horace Cayton Sr.: Dos fills, foren activistes Horace Cayton, Jr. I Revels Cayton; la seva filla més gran, Madge, fou una de les primeres negres graduades a la Universitat de Washington; i la seva filla Lillie. La parella també va adoptar la seva neta, Susan i la van criar com si fos la seva filla més petita.

## Llegat
El 1992 es va crear la beca Cayton per honorar les contribucions d'aquests periodistes. Aquesta beca es destina a estudiants universitaris de minories de l'estat de Washington.

## Treballs publicats
- The Part She Played, short story[8]
- Licker, short story[5]
- The Storm, short story[5]